# Cong
Cong (en irlandès Conga de Cúnga Fheichín "Estrets de Sant Feichin") és una població de la República d'Irlanda, situada al Comtat de Mayo, vora la frontera amb el comtat de Galway. Està situat al marge nord del llac Corrib, vora de Ballinrobe i de les viles de Neale i Cross.

## Curiositats
És força coneguda per la seva abadia del segle xii i pel proper castell d'Ashford, que ha obert l'escola de falconeria d'Irlanda, un golf de 9 camps i un hotel de cinc estrelles.
La vila també és coneguda per haver estat el decorat exterior del film The Quiet Man (1952) de John Ford, protagonitzada per John Wayne i Maureen O'Hara.

## Història
Segons la llegenda, va tenir lloc vora la vila la primera batalla de Mag Tuired (Cath Maighe Tuireadh), també anomenada Cath Maighe Tuireadh Cunga ("La batalla de la planura dels pilars de Cong").

## Galeria d'imatges

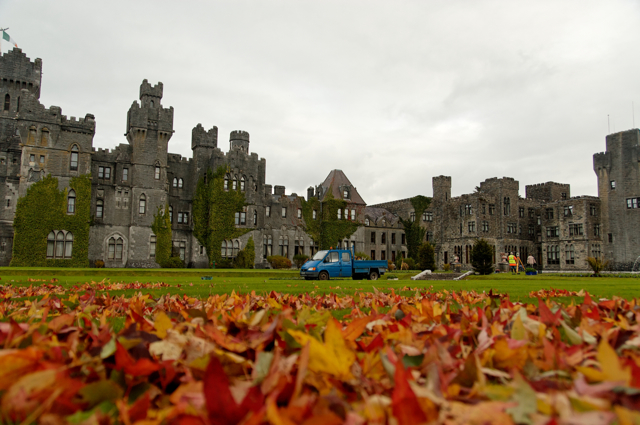
Tardor al castell d'Ashford
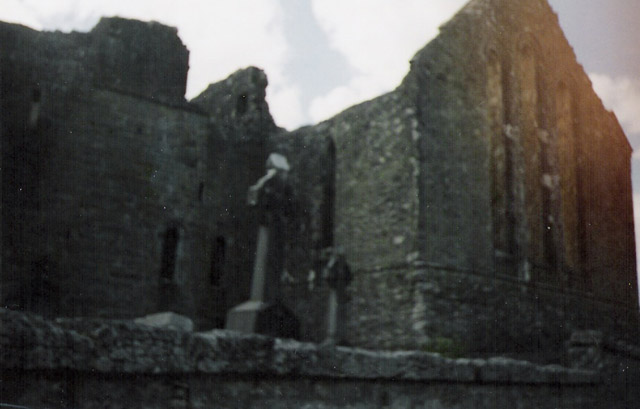
Exterior de l'Abadia
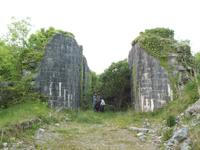
Canal Dry
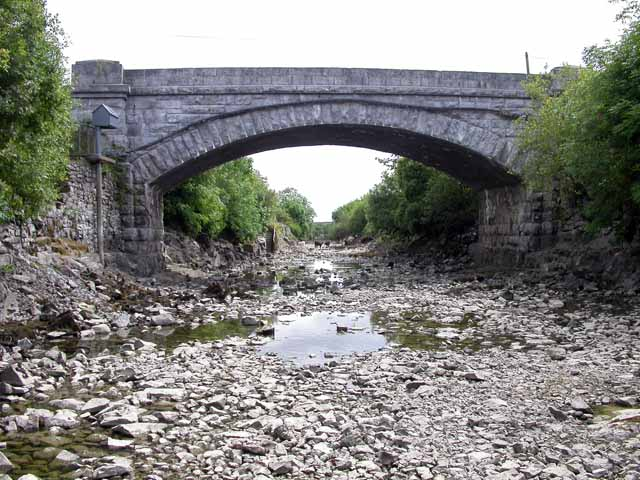
Pont de Carrownagower